# Robby the Robot
Robby the Robot is een naam gegeven aan een robotkostuum dat sinds 1956 in een groot aantal films en tv-series is gebruikt. Het kostuum werd oorspronkelijk gemaakt voor de film Forbidden Planet, maar is sindsdien uitgegroeid tot een cultureel icoon.

## Beschrijving en overzicht
Het kostuum werd gemaakt voor de acteur die in de film Forbidden Planet (1956) de rol van een robot moest vertolken. Hij werd in die film gespeeld door Frankie Darro.  Zijn stem werd gedaan door Marvin Miller. 
Robby was een van de eerste robots in een film die echt een persoonlijkheid en karakteristieken had. Voorheen waren robots in films gewoon mechanische voorwerpen. Anders dan latere robots, die zich vaak op wielen voortbewogen, liep Robby gewoon op twee benen (zij het wat moeizaam). 
Na Forbidden Planet is het kostuum in vele films gebruikt voor andere robotpersonages. Vaak werd het kostuum onveranderd gebruikt, maar soms werden er wat details aangepast om hem beter aan te laten sluiten bij de film. 
Sinds 2004 staat Robby the Robot in de Robot Hall of Fame.

## Filmografie
In de volgende films en series maakt Robby, vaak onder een andere naam, zijn opwachting.
- Forbidden Planet (1956)
- The Invisible Boy (1957)
- The Thin Man Seizoen 1, aflevering 23: "Robot Client"
- The Gale Storm Show Seizoen 3, Aflevering 14: "Robot from Inner Space"
- The Many Loves of Dobie Gillis (1959-1963)
- The Twilight Zone (1960s)
  - Aflevering "Uncle Simon"
  - Aflevering "The Brain Center at Whipple's"
  - Aflevering "One for the Angels" (als actiefiguurtje)
- The Addams Family in de aflevering "Lurch's Little Helper".
- Hazel  (1961-1966)- Aflevering "Rosie's Contract"
- Gilligan's Island (1966) Seizoen 2, Aflevering 21 "Gilligan's Living Doll"
- The Man from U.N.C.L.E. (1966)
- Ark II (1976)
- Holmes and Yo-Yo (1976)
- Lost in Space (1966 & 1967) – deed mee in twee verschillende afleveringen, als twee verschillende personags.
- The Banana Splits Adventure Hour (1968 & 1970).
- Columbo (1974) - Aflevering "Mind Over Mayhem"
- Hollywood Boulevard (1976)
- Project UFO(1978)- “Sighting 4010: The Waterford Incident” (1978) Seizoen 1 Aflevering 10
- Wonder Woman (1979) - Seizoen 3 aflevering "Spaced Out" as MC at a sciencefiction convention.
- Mork & Mindy (1979)
- Space Academy (1979) - Aflevering - "My Favorite Marcia"
- Night Stalker (1982)
- The Love Boat - aflevering "Programmed for Love"
- Gremlins (1984)
- Earth Girls Are Easy (1988)
- Star Wars Episode I: The Phantom Menace (1999) (Cameo als een oude robot in Watto's winkel)
- Looney Tunes: Back in Action (2003)
- The Simpsons: Treehouse of Horror XIV (2003), in getekende vorm
- Stacked (2005)
- Televisiecommercial voor AT&T, samen met WOPR, KITT, en Rosie the Robot Maid
- Televisiecommercial voor Charmin in 1981.
- Televisiecommercial voor General Electric in 2012, samen met KITT en andere bekende robots.
- The Big Bang Theory (2014), seizoen 8, aflevering 2.